# Borderlands 3
Borderlands 3 — рольова відеогра, шутер від першої особи, розроблюється Gearbox Software. Є четвертою грою в серії Borderlands. Вийшла 13 вересня 2019 року для Microsoft Windows, PlayStation 4 і Xbox One.

## Сюжет
Через деякий час після подій Tales from the Borderlands антагоністи гри Трой і Тайрен Каліпсо дізнаються про інший притулок за межами планети Пандора і знаходять насильницький культ, названий «Діти Притулку», щоб заволодіти ними. Ліліт, один з персонажів в першій Borderlands, наймає нового персонажа «Мисливця за Притулками», щоб зупинити близнюків Каліпсо. Багато персонажів з попередніх ігор Borderlands збираються повернутися, в тому числі з побічної гри Tales from the Borderlands.